# Les Derniers Jours de Pompéi (film, 1935)
Pour les articles homonymes, voir Les Derniers Jours de Pompéi (homonymie).
Pour plus de détails, voir Fiche technique et Distribution.
Les Derniers Jours de Pompéi (titre original : The Last Days of Pompeii) est un film américain réalisé par Ernest B. Schoedsack et Merian C. Cooper, sorti en 1935.

## Synopsis
Au temps de Jésus-Christ, le forgeron Marcus (Preston Foster) est content de sa vie avec sa belle femme Julia (Gloria Shea) et son fils de six mois. Toutefois, lorsque Julia et leur enfant sont bousculés par un char dans les rues de Pompéi, Marcus dépense le peu d'argent qu'il a pour payer le médecin. Ayant besoin de plus, en désespoir de cause, il devient gladiateur. Il gagne son combat, mais en vain, sa femme et son enfant meurent.
Blâmant sa pauvreté et aigri par la vie, il devient un gladiateur professionnel et s'enrichit avec chaque victoire. Après un combat, il tue son adversaire gaulois et découvre qu'il a rendu orphelin un jeune garçon nommé Flavius (David Holt). Plein de remords, il adopte le garçon et achète un esclave grec, Leaster (Wyrley Birch), pour devenir son tuteur. Toutefois, la responsabilité supplémentaire le rend trop prudent dans l'arène, il est vaincu et blessé. La blessure met fin à sa deuxième carrière.
Lorsque Cléon (William V. Mong), un marchand d'esclaves, lui offre un emploi. Marcus est d'abord méprisant mais accepte finalement. Il organise des raids dans des villages africains pour capturer des esclaves. Mais voulant gagner plus, il décide de se mettre à son compte.
Un jour, Marcus sauve une diseuse de bonne aventure qui, pour le remercier, prédit que Flavius va rencontrer le plus grand homme que le monde ait porté en Judée. Marcus Flavius, qui doit partir en Judée chercher des chevaux pour les jeux du cirque, décide de partir avec son fils. Dans une auberge le long du chemin, un homme lui dit que le plus grand homme est ici : dans l'écurie (semblable à celui dans lequel il est né). Mais Marcus ne le croit pas, il pense que le grand homme que doit rencontrer son fils est Ponce Pilate (Basil Rathbone), le gouverneur de la Judée.
En apprenant que Marcus était autrefois un grand gladiateur, Pilate l'emploie secrètement à diriger une bande d'assassins sortis des prisons pour un raid contre le chef des Ammonites. Marcus a le doit de garder toutes ses prises : chevaux et trésor. Mais quand il retrouve son fils, il apprend qu'il a fait une chute de cheval et est proche de la mort. Marcus apprend qu'un grand homme peut sauver son fils, et en l'absence de médecins aux alentours, il décide de lui présenter son fils. C'est Jésus qui est présent, entouré de ses disciples, il sauve la vie de Flavius. Lorsque Marcus rapporte à Ponce Pilate sa part du trésor, Pilate est en train de condamner à mort le Christ mais la mort dans l’âme. Pilate est consommé par le remords et la culpabilité pour la condamnation d'un innocent.
Marcus quitte la ville rapidement avec ses chevaux et son trésor. Mais passant sur le chemin de croix, l'un des apôtres le reconnaît et le supplie de sauver Jésus, comme il avait juré de le faire quand il a sauvé son fils, mais Marcus refuse. Au moment où Marcus et Flavius sortent de Jérusalem, ils voient trois croix sur le Calvaire derrière eux.
Les années passent. Marcus est devenu le riche responsable de l'arène à Pompéi. Flavius (joué adulte par David Holt) est maintenant un jeune homme (en fait, en supposant que Flavius était âgé d'environ sept ans à l'époque de la crucifixion du Christ, il aurait eu bien plus de cinquante ans au moment de l'éruption du Vésuve). Un jour, Marcus accueille Ponce Pilate comme un invité dans sa maison somptueuse. Lorsque Flavius mentionne ses souvenirs d'enfance, un homme parlant de l'amour et la compassion, Marcus lui assure (comme il a toujours insisté dans le passé) qu'il n'y avait pas une telle personne. Pilate répond : "Ne lui mentez pas, Marcus. Il y avait un tel homme." Flavius demande: "Que lui est-il arrivé ?". La réponse pleine de remords de Pilate: "Je l'ai crucifié". C'est alors que le souvenir des trois croix sur la colline revient à Flavius.
À l'insu de Marcus, Flavius aide secrètement les esclaves et son amoureuse à échapper à une mort certaine dans l'arène de son père. Cependant, il est arrêté avec un groupe de fugueurs et condamné à mourir dans l'arène. Quand il découvre ce qui s'est passé, Marcus essaye de libérer Flavius en soudoyant le geôlier, mais en vain. Flavius est envoyé dans l'arène avec les autres. Marcus renouvelle sa demande au nouveau préfet pour qui les jeux sont offerts, nouveau refus. Mais lorsque les combats commencent, le Vésuve entre en éruption. Marcus erre abasourdi à travers les rues à la recherche de son fils alors que la population est prise de panique. Il retrouve le geôlier, pris sous des décombres, qui a refusé de libérer Flavius. Le mourant demande à Marcus de la miséricorde pour son fils. Marcus refuse avec colère, mais se souvenant de ses paroles à Jésus demandant la guérison pour Flavius, il sauve le garçon. Marcus retrouve Burbix son fidèle serviteur (Alan Hale) conduisant un groupe d'esclaves portant son trésor sur des litières. Il ordonne que les litières soient utilisées pour secourir les blessés. Quand ils arrivent à son navire, Marcus retrouve son fils Flavius et offre une prière d'action de grâces. En même temps que l'on embarque sur le bateau, le nouveau préfet et ses hommes tentent d'obtenir le bateau pour eux-mêmes et l'or de Rome. Mais Marcus refuse de leur ouvrir la porte, donnant au bateau assez de temps pour sortir au prix de sa vie. Il a une vision du Christ juste avant de mourir.

## Fiche technique
- Titre original : The Last Days of Pompeii
- Titre français : Les Derniers Jours de Pompéi
- Réalisation : Ernest B. Schoedsack, Merian C. Cooper
- Scénario : James Ashmore Creelman, Ruth Rose (histoire), d'après le roman d'Edward Bulwer-Lytton
- Producteur : Merian C. Cooper
- Société de production : RKO Pictures
- Société de distribution : RKO Pictures
- Photographie : J. Roy Hunt, Jack Cardiff
- Montage : Archie Marshek
- Musique : Roy Webb
- Costume : Aline Bernstein
- Directeur artistique : Van Nest Polglase
- Pays : États-Unis
- Langue : anglais
- Format : noir et blanc
- Genre : péplum
- Durée : 96 minutes
- Dates de sortie : 
  - États-Unis : 18 octobre 1935
  - France : 17 janvier 1936

## Distribution
- Preston Foster (VF : René Montis) : Marcus
- Alan Hale : Burbix
- Basil Rathbone (VF : Marc Valbel) :  Ponce Pilate
- John Wood (VF : Jean Gold) : Flavius à l'âge adulte
- Louis Calhern : le préfet Allus Martius
- David Holt : Flavius enfant
- Dorothy Wilson (VF : Arlette Verneuil) : Clodia
- Wyrley Birch : Leaster
- Gloria Shea : Julia
- Frank Conroy : Gaius Tanno
- William V. Mong : Cleon, le vendeur d'esclaves
- Murray Kinnell : Simon, paysan de Judée
- Henry Kolker : un gardien
- Edward Van Sloan : Calvus
- Zeffie Tilbury : la femme sage
- John Davidson : Phoebus, esclave fuyant
- Marie Osborne : un figurant

Acteurs non crédités
- Betty Allen : une femme
- Reginald Barlow : le portier du marché des esclaves
- Maurice Black : le gardien de la salle d'entraînement des gladiateurs
- Ward Bond : Murmex de Carthage, un gladiateur
- Tom Brower : l'esclave fuyant
- Curley Dresden : Cato, un gladiateur
- Helen Freeman : Martha
- Winston Hibler : Marcellus
- Thomas E. Jackson : le lanista[1]
- Bruce King : un prisonnier des scythes
- Marc Loebell : Lucius
- Michael Mark : l'homme noble de Pompéi
- Edwin Maxwell : un fonctionnaire de Pompéi
- Margaret McWade : la femme de Calvus
- Jack Mulhall : habitant de Pompéi
- John T. Murray : le serviteur de Pilate
- Ole M. Ness : Drusus, esclave fuyant
- Warner Richmond : le capitaine de la garde
- Jason Robards Sr. : le collecteur d(impôts
- Jim Thorpe : le spectateur lançant des pièces

## Remarque
Cooper voulait tourner ce film en couleur. Finalement, il finit par opter pour le noir et blanc avec Ernest Schoedsack. Le film est surtout connu pour sa scène du volcan qui explose (effets spéciaux de Willis O'Brien).